# إرنست س. ويلز
إرنست س. ويلز (بالإنجليزية: Ernest C. Wills)‏ هو مدرب كرة سلة أمريكي، ولد في 28 مارس 1892، وتوفي في 24 ديسمبر 1976.